# Ендрю Коело
Ендрю Коело (англ. Andrew Coelho; нар. 2 жовтня 1987) — колишній австралійський тенісист.
Найвищу одиночну позицію світового рейтингу — 281 місце досяг 3 листопада 2008, парну — 207 місце — 5 листопада 2007 року.
Здобув 1 парний титул.
Найвищим досягненням на турнірах Великого шолома було 3 коло в парному розряді.

## Фінали ATP Челленджер і ITF Ф'ючерс

### Одиночний розряд: 6 (4–2)
| Легенда              |
| -------------------- |
| ATP Челленджер (0–0) |
| ITF Ф'ючерс (4–2)    |

| Фінали за покриттям |
| ------------------- |
| Тверде (4–2)        |
| Ґрунт (0–0)         |
| Трава (0–0)         |
| Килим (0–0)         |

| Результат | В-П | Дата     | Турнір                     | Рівень  | Покриття | Суперник         | Рахунок       |
| --------- | --- | -------- | -------------------------- | ------- | -------- | ---------------- | ------------- |
| Поразка   | 0–1 | Жов 2006 | Австралія F10, Траралґон   | Ф'ючерс | Тверде   | Колін Ебелтіт    | 1–6, 4–6      |
| Перемога  | 1–1 | Лис 2007 | Австралія F9, Happy Valley | Ф'ючерс | Тверде   | Гайдн Льюїс      | 6–4, 6–1      |
| Перемога  | 2–1 | Лис 2007 | Австралія F10, Аделаїда    | Ф'ючерс | Тверде   | Колін Ебелтіт    | 6–3, 6–2      |
| Перемога  | 3–1 | Вер 2008 | Австралія F7, Джимпі       | Ф'ючерс | Тверде   | Нік Ліндал       | 6–3, 6–4      |
| Поразка   | 3–2 | Жов 2008 | Австралія F8, Траралґон    | Ф'ючерс | Тверде   | Джон Міллман     | 2–6, 3–6      |
| Перемога  | 4–2 | Лис 2008 | Австралія F11, Перт        | Ф'ючерс | Тверде   | Брендан Маккензі | 7–6(7–5), 6–4 |

### Парний розряд: 15 (9–6)
| Легенда              |
| -------------------- |
| ATP Челленджер (1–0) |
| ITF Ф'ючерс (8–6)    |

| Фінали за покриттям |
| ------------------- |
| Тверде (6–4)        |
| Ґрунт (1–0)         |
| Трава (1–2)         |
| Килим (1–0)         |

| Результат | В-П | Дата     | Турнір                             | Рівень     | Покриття | Партнер       | Суперники                                | Рахунок                 |
| --------- | --- | -------- | ---------------------------------- | ---------- | -------- | ------------- | ---------------------------------------- | ----------------------- |
| Перемога  | 1–0 | Лис 2005 | Австралія F9, Aberfoyle Park       | Ф'ючерс    | Тверде   | Карстен Болл  | Адам Фіні Джоел Керлі                    | 6–7(9–11), 6–4, [15–13] |
| Перемога  | 2–0 | Лис 2005 | Австралія F10, Беррі               | Ф'ючерс    | Трава    | Карстен Болл  | Роган Бопанна Горія Текеу                | 5–7, 6–3, [10–5]        |
| Поразка   | 2–1 | Лип 2006 | Велика Британія F10, Фрінтон-он-Сі | Ф'ючерс    | Трава    | Сем Грот      | Ендрю Кенно Том Рашбі                    | 5–7, 7–6(7–3), 4–6      |
| Поразка   | 2–2 | Бер 2007 | Велика Британія F6, Сандерленд     | Ф'ючерс    | Тверде   | Сем Грот      | Джеймі Бейкер Айсам-уль-Хак Куреші       | 3–6, 6–3, 3–6           |
| Перемога  | 3–2 | Чер 2007 | Іспанія F21, Пуерто-де-ла-Крус     | Ф'ючерс    | Килим    | Сем Грот      | Агустін Бохе-Ордонес Пабло Мартін-Адалія | 6–4, 7–6(7–5)           |
| Перемога  | 4–2 | Сер 2007 | Карші, Узбекистан                  | Челленджер | Тверде   | Адам Фіні     | Іван Додіг Горія Текеу                   | 6–2, 3–6, [10–7]        |
| Перемога  | 5–2 | Вер 2007 | Франція F12, Баньєр-де-Бігорр      | Ф'ючерс    | Тверде   | Сем Грот      | Деніел Кінґ-Тернер П'єррік Їсерн         | 6–4, 4–6, [10–6]        |
| Перемога  | 6–2 | Жов 2007 | Португалія F5, Ешпіню              | Ф'ючерс    | Ґрунт    | Тімо Ніємінен | Гільєрмо Оласо Франко Шкугор             | 6–3, 3–6, [10–3]        |
| Поразка   | 6–3 | Жов 2007 | Австралія F8, Траралґон            | Ф'ючерс    | Тверде   | Грег Джонс    | Меттью Ебден Брайден Клейн               | 6–7(6–8), 1–6           |
| Поразка   | 6–4 | Лют 2008 | Австралія F1, Мілдьюра             | Ф'ючерс    | Трава    | Брайден Клейн | Сем Грот Натан Гілі                      | 3–6, 4–6                |
| Перемога  | 7–4 | Бер 2008 | Нова Зеландія F1, Веллінгтон       | Ф'ючерс    | Тверде   | Брайден Клейн | Айзек Фрост Леон Фрост                   | 6–1, 6–3                |
| Поразка   | 7–5 | Бер 2008 | Нова Зеландія F2, Гамільтон        | Ф'ючерс    | Тверде   | Брайден Клейн | Мікал Стейтам Натан Гілі                 | 5–7, 6–3, [8–10]        |
| Перемога  | 8–5 | Вер 2008 | Австралія F5, Рокгемптон           | Ф'ючерс    | Тверде   | Адам Фіні     | Деніел Кінґ-Тернер Рубін Стейтам         | 1–6, 7–6(7–4), [11–9]   |
| Перемога  | 9–5 | Вер 2008 | Австралія F6, Kawana               | Ф'ючерс    | Тверде   | Адам Фіні     | Девід Барклі Марк Кімміх                 | 6–3, 6–0                |
| Поразка   | 9–6 | Чер 2009 | США F13, Сакраменто                | Ф'ючерс    | Тверде   | Адам Фіні     | Лестер Кук Трет Г'юї                     | 4–6, 6–3, [2–10]        |